# Rijbewijs

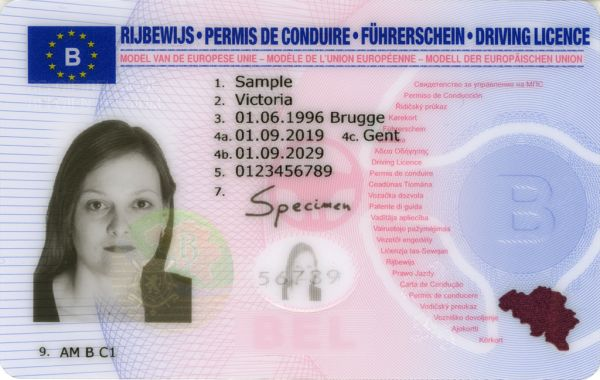
Voorkant Belgisch rijbewijs 2019

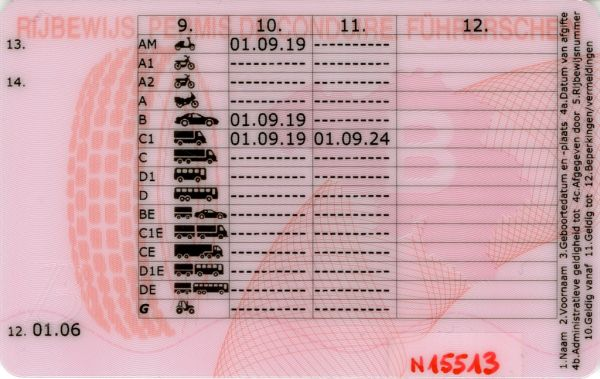
Achterkant Belgisch rijbewijs 2019

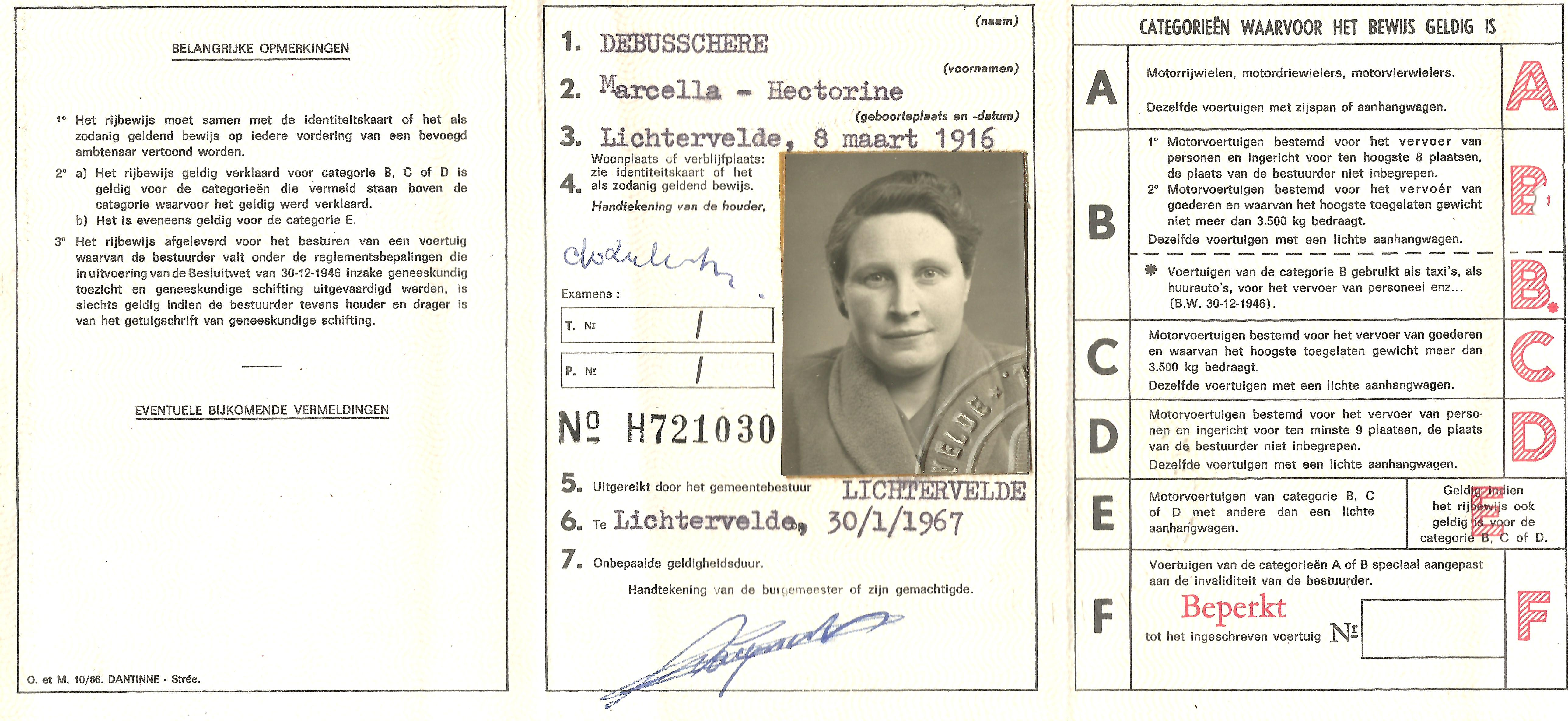
Rijbewijs van Marcella Debusschere, afgegeven in 1967

Een rijbewijs is een document waarmee een bestuurder van een motorvoertuig kan aantonen dat hij/zij beschikt over voldoende kennis, inzicht en vaardigheid om een motorvoertuig van een bepaalde categorie te kunnen en mogen besturen. Het woord rijbewijs is inmiddels standaardtaal geworden, maar het begon als een afkorting van rijvaardigheidsbewijs. Moderne rijbewijzen zijn meestal kunststof kaartjes in creditcardformaat. In veel landen, waaronder de lidstaten van de Europese Unie, is de basiskleur ervan roze.
In de Europese Unie zijn de regelingen geharmoniseerd door de richtlijn over het Europees rijbewijs. De hierna in detail besproken regelingen voor Nederland en België zijn niet meer dan concrete uitwerkingen van deze richtlijn, die dus slechts licht verschillen. In België is dit een bevoegdheid van de gewesten en kunnen er daar onderling ook kleine verschillen zijn.
Het rijbewijs is eigendom van de staat. Op het rijbewijs kan men onder andere lezen wie de houder is, waar diegene woont ten tijde van afgifte (bij nieuwe rijbewijzen in creditcardformaat wordt het adres niet meer vermeld) en voor welke categorie voertuigen het rijbewijs geldig is. Naast de functie als legitimatiebewijs (het bewijs van de bevoegdheid tot het besturen van een voertuig) dient het rijbewijs in verschillende landen ook als identiteitsbewijs, in Nederland dient alleen een Nederlands rijbewijs als identiteitsbewijs. In overige landen wordt het Nederlandse rijbewijs alleen als rijbewijs gezien en niet als identiteitsbewijs. In Noord-Amerika is het rijbewijs zelfs het voornaamste identiteitsbewijs. Ook in Nederland heeft het deze status (maar niet als bewijs van nationaliteit of rechtmatig verblijf in het land). In België geldt het rijbewijs niet als identiteitsbewijs.
In tegenstelling tot een Nederlandse ID-kaart of een nationaal paspoort is een rijbewijs niet gebonden aan een nationaliteit. Een buitenlander die in Nederland woont, kan daar examen doen en zo in het bezit komen van een rijbewijs.

## Geschiedenis
Het bestaan van een rijbewijs als standaard bewijsvoering dat iemand gemachtigd is door de nationale autoriteiten om een voertuig te besturen is als eerste vastgelegd tijdens de Geneefse conventie van 1949. Dit is met latere conventies verder bijgewerkt. Het leidt er toe dat rijbewijzen in de landen die het ondertekend hebben zich aan dezelfde standaarden houden. Er zijn ook afspraken over het internationale rijbewijs, zodat mensen ook in andere landen kunnen rijden.
Onderdeel van de afspraken is hoe het er uit ziet, wat er in moet staan en hoe het geschreven moet zijn. Zie UNTC volume 1042, waar in "Conventions on Road Traffic" Annex 6 staat aangegeven dat het een vel moet zijn in de kleur roze.

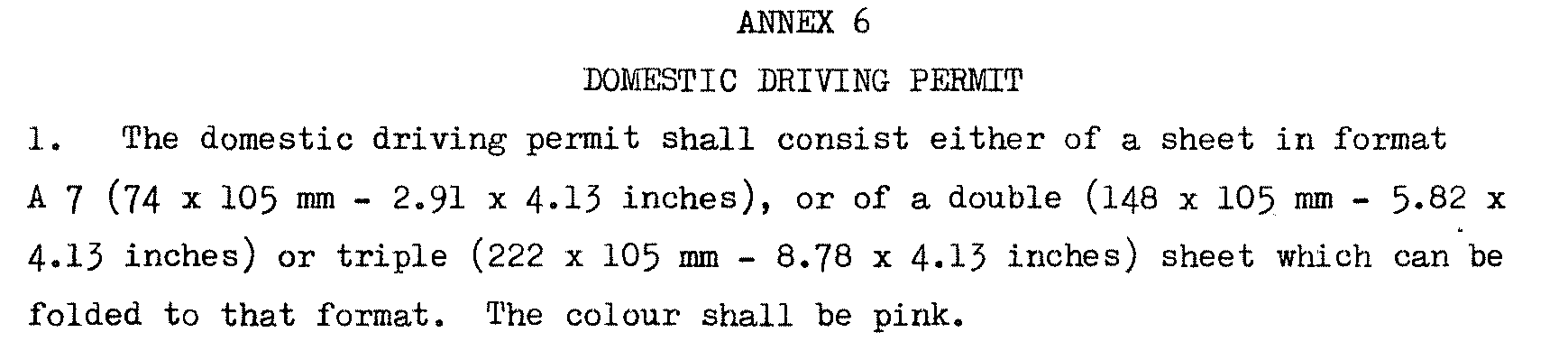
Schermafdruk van Annex 6 van "Convention on Road Traffic" uit volume 152 van de Geneefse Conventie uit 1949

## Nederland
De Wegenverkeerswet 1994 bepaalt in artikel 107:
Aan de bestuurder van een motorrijtuig op de weg dient door de daartoe bevoegde autoriteit een rijbewijs te zijn afgegeven voor het besturen van motorrijtuigen van de categorie waartoe dat motorrijtuig behoort.
Dit wordt uitgewerkt in het Reglement rijbewijzen.
In Nederland is het rijbewijs voor bestuurders van motorvoertuigen verplicht sinds 1905. Aanvankelijk werd dit op aanvraag afgegeven, er hoefde geen examen te worden afgelegd. De examenplicht kwam in 1927 met de oprichting van het Centraal Bureau voor de afgifte van Bewijsstukken van Rijvaardigheid.
Op 1 oktober 2006 werd in Nederland begonnen met de vervanging van het roze, papieren rijbewijs door het plastic creditcardformaat. Hiervoor werd tien jaar uitgetrokken, zodat elk rijbewijs bij de periodieke verlenging aan de beurt kwam. Op 1 oktober 2016 reed er in Nederland geen geldig "roze papiertje" meer rond. De voornaamste reden was de betere beveiliging tegen fraude en vervalsing. Het beveiligingsniveau van het nieuwe rijbewijs werd vergelijkbaar met die van het Nederlandse paspoort en de identiteitskaart. Bovendien zou Nederland met het nieuwe rijbewijs in de pas lopen met bijna alle EU-lidstaten. Sinds de invoering van het creditcardformaat zijn er verschillende modellen afgegeven. Het rijbewijs wordt, net zoals de overige identiteitsbewijzen, op een centrale plek geproduceerd.

### Afgifte en geldigheidsduur
In Nederland worden examens voor rijvaardigheidsbewijzen afgenomen door het Centraal Bureau Rijvaardigheidsbewijzen.Tegen het overleggen van dit bewijs kan een rijbewijs worden aangevraagd bij de burgemeester van de woonplaats waarin de aanvrager woont. De RDW is verantwoordelijk voor de aanvraag en afgifte van rijbewijzen, maar het is de loketbeambte die namens de burgemeester die het rijbewijs uitreikt.

De burgemeester geeft het document niet zelf af, maar stuurt de aanvraag door naar de RDW (Dienst Wegverkeer) als:
- de aanvrager in Nederland woont, maar niet ingeschreven staat in de Basisregistratie Personen, meestal gaat het hierbij om een dak- en thuisloze of een buitenlandse student;
- als de aanvrager in het bezit van een rijbewijs van andere EU-lidstaat of, onder voorwaarden, een ander rijbewijs uit een ander land en hij het wil omwisselen voor een Nederlands rijbewijs;
- als de aanvrager in het bezit is van een militair rijbewijs en hij het voor een regulier rijbewijs wil omwisselen;
- als de aanvrager in het bezit is van een oud linnen rijbewijs.

| Categorie rijbewijs | Met welk voertuig mag men rijden? | Met welk voertuig mag men rijden? | Met welk voertuig mag men rijden? | Met welk voertuig mag men rijden? | Met welk voertuig mag men rijden? | Met welk voertuig mag men rijden? | Met welk voertuig mag men rijden? | Met welk voertuig mag men rijden? | Met welk voertuig mag men rijden? | Met welk voertuig mag men rijden? | Met welk voertuig mag men rijden? | Met welk voertuig mag men rijden? | Minimumleeftijd |
|                     | AM4                               | AM                                | A1                                | A2                                | A                                 | B                                 | C1                                | C                                 | D1                                | D                                 | E                                 | T                                 | |
| ------------------- | --------------------------------- | --------------------------------- | --------------------------------- | --------------------------------- | --------------------------------- | --------------------------------- | --------------------------------- | --------------------------------- | --------------------------------- | --------------------------------- | --------------------------------- | --------------------------------- | --- |
| AM4                 |                                   |                                   |                                   |                                   |                                   |                                   |                                   |                                   |                                   |                                   |                                   |                                   | 16 jaar, geen ontheffing mogelijk, vaak wordt dit als beperking (code) op een AM-rijbewijs gezet, waarbij de 4 staat voor vierwieler |
| AM                  |                                   |                                   |                                   |                                   |                                   |                                   |                                   |                                   |                                   |                                   |                                   |                                   | 16 jaar |
| A1                  |                                   |                                   |                                   |                                   |                                   |                                   |                                   |                                   |                                   |                                   |                                   |                                   | 18 jaar |
| A2                  |                                   |                                   |                                   |                                   |                                   |                                   |                                   |                                   |                                   |                                   |                                   |                                   | 20 jaar |
| A                   |                                   |                                   |                                   |                                   |                                   |                                   |                                   |                                   |                                   |                                   |                                   |                                   | 21 voor code 80 1e 2 jaar, 22 jaar zonder beperkingen mét rijbewijs A2, 24 zonder rijbewijs A2                                       |
| B                   |                                   |                                   |                                   |                                   |                                   |                                   |                                   |                                   |                                   |                                   |                                   |                                   | 17 jaar met begeleiding, 18 zonder begeleiding                                                                                       |
| C1                  |                                   |                                   |                                   |                                   |                                   |                                   |                                   |                                   |                                   |                                   |                                   |                                   | 18 jaar |
| C                   |                                   |                                   |                                   |                                   |                                   |                                   |                                   |                                   |                                   |                                   |                                   |                                   | 21 jaar |
| D1                  |                                   |                                   |                                   |                                   |                                   |                                   |                                   |                                   |                                   |                                   |                                   |                                   | 21 jaar |
| D                   |                                   |                                   |                                   |                                   |                                   |                                   |                                   |                                   |                                   |                                   |                                   |                                   | 24 jaar |
| E                   |                                   |                                   |                                   |                                   |                                   |                                   |                                   |                                   |                                   |                                   |                                   |                                   | Altijd gecombineerd met B, C1, C, D1 of D                                                                                            |
| T                   |                                   |                                   |                                   |                                   |                                   |                                   |                                   |                                   |                                   |                                   |                                   |                                   | Automatisch verstrekt aan degenen die op 1 juli 2015 rijbewijs B hebben.. Bij rijbewijs C automatisch verstrekt.                     |

Bij het rijbewijs C krijgt men altijd het rijbewijs T cadeau, ook wanneer het rijbewijs C vóór 1 juli 2015 behaald is, na genoemde datum wordt het rijbewijs T automatisch bij het rijbewijs C geschreven.
Een aanvraag voor het vernieuwen van een rijbewijs voor personen die niet meer binnen de Europese Unie wonen wordt direct bij de RDW ingediend. Sinds 1 oktober 1986 zijn rijbewijzen in beginsel 10 jaar geldig. Bij het verlopen van een linnen rijbewijs voor 1 juli 1985, moeten de gebruikers opnieuw rijexamen doen.
Bij verlenging op een leeftijd tussen 65 en 70 jaar is het nieuwe rijbewijs geldig tot de 75ste verjaardag, bij latere verlenging is het nieuwe rijbewijs 5 jaar geldig.
Rijbewijs B kan vanaf 17 jaar behaald worden, maar tot het 18e levensjaar mag uitsluitend onder begeleiding van een coach worden gereden. Bij rijbewijscategorieën B en de vroegere BE krijgt men automatisch de categorieën AM en T.
Voor de overige rijbewijzen geldt een minimale leeftijd van 18 jaar, met uitzondering van het rijbewijs AZ, waar de minimale leeftijd 21 jaar bedraagt.
Sinds 1 januari 2005 moeten houders van rijbewijs C (vrachtauto's) en D (autobussen) bij iedere verlenging een medische keuring ondergaan. De keuring moet door een arts van een arbodienst worden gedaan. Deze regel is ingevoerd om te kunnen voldoen aan Europese regelgeving op het gebied van de rijbewijzen.
 
Als men 75 jaar of ouder is, moet bij de verlenging van elke rijbewijscategorie, behalve AM, een medische rijbewijskeuring plaatsvinden (tot 1 januari 2014 was dit 70 jaar of ouder). Er is geen maximumleeftijd voor het ondergaan van de medische keuring en het verkrijgen van het rijbewijs. In juni 2015 legde een bijna 101-jarige man met goed gevolg de keuring af en kreeg een nieuw rijbewijs.
Sinds 1 juli 2015 is categorie T op het rijbewijs ingevoerd. Met de categorie T op het rijbewijs mogen personen vanaf 16 jaar een LBT (land- of bosbouwtrekker) en een MMBS (motorrijtuig met beperkte snelheid), met aanhangwagen, besturen op de openbare weg. De categorie T is niet verplicht voor een LBT of een MMBS die niet breder is dan 130 cm (inclusief verwisselbaar uitrustingsstuk aan de voorkant) en een van de volgende functionaliteiten heeft: maaien, onkruid bestrijden, vegen, sneeuwruimen, gladheid bestrijden, hondenpoep verzamelen of hefinrichting aan de voorkant. Deze voertuigen mogen niet de mogelijkheid hebben om een aanhangwagen of verwisselbare machine te trekken. Bezitters van een trekkercertificaat konden dit tot 1 juli 2016 inwisselen voor een rijbewijs categorie T, via de RDW. Bezitters van een rijbewijs B, behaald voor 1 juli 2015, krijgen tot 1 juli 2025 bij vernieuwing van het rijbewijs, automatisch categorie T op het rijbewijs.

### Puntenrijbewijs
Het Puntenrijbewijs, niet te verwarren met het Beginnersrijbewijs hieronder, is gebaseerd op het Puntensysteem voor Rijbewijzen.
Dit systeem geldt voor alle rijbewijshouders en houdt in dat wanneer men binnen 5 jaren voor een tweede maal wordt veroordeeld voor rijden onder invloed, het rijbewijs ongeldig wordt verklaard. Bij deze tweede overtreding moet het alcoholgehalte dan wel meer dan 1,3 promille zijn.

### Beginnersrijbewijs
Het Beginnersrijbewijs is sinds 30 maart 2002 een nieuw type rijbewijs voor beginnende bestuurders. Iemand is een beginnende bestuurder tijdens de eerste vijf jaren na de datum waarop aan hem of haar voor de eerste maal het rijbewijs is afgegeven. Voor 16- en 17-jarigen is deze termijn zeven jaar na verkrijging van een rijbewijs (van de bromfietscategorie AM).
Het rijbewijs bevat twee beginnerspunten. Wanneer de beginnende bestuurder binnen de eerste vijf jaar een met name genoemd verkeersdelict pleegt, raakt hij of zij een punt kwijt. Als men twee punten kwijt is, wordt automatisch het rijbewijs ingevorderd. De bestuurder in kwestie krijgt het rijbewijs niet terug voordat hij of zij een theorie- en praktijkproef succesvol aflegt, die vergelijkbaar is met het gewone rijexamen.
De gedachte achter het Beginnersrijbewijs is dat de beginnende bestuurder minder snel verkeersdelicten zal plegen, aangezien na twee overtredingen het rijbewijs wordt ingevorderd. Feit is dat bij een groot aantal verkeersongevallen beginnende bestuurders betrokken zijn. Door deze maatregelen hoopt justitie dat te verminderen.
De verkeersdelicten die zorgen voor een punt aftrek zijn de volgende:
- Algemeen gevaarzettend of hinderend verkeersgedrag (artikel 5 Wegenverkeerswet);
- Dood of toebrengen van (zwaar) lichamelijk letsel (artikel 6 Wegenverkeerswet)
- Bumperkleven ofwel onvoldoende afstand houden (artikel 19 RVV);
- Overschrijdingen van de maximumsnelheid: als men op een autosnelweg de maximumsnelheid overschrijdt met meer dan 40 km/u en op andere wegen met meer dan 30 km/u;
- Andere overtredingen van de verkeersregels als daarbij letsel of schade is ontstaan.

Voorwaarde voor invordering van het rijbewijs is dat de beginnende bestuurder in die vijf jaar twee van deze verkeersdelicten heeft begaan en daarvoor een bekeuring heeft betaald of door de strafrechter is veroordeeld.
Het voorlopige Beginnersrijbewijs wordt na het vijfde jaar automatisch omgezet in het definitieve normale rijbewijs.

### 2toDrive
In november 2011 is in Nederland als experiment 2toDrive ingevoerd. Hierbij mogen jongeren vanaf 16 jaar hun theorie-examen voor rijbewijs B doen, vanaf 16,5 jaar praktijkles gaan volgen en vanaf hun 17e het praktijkexamen afleggen. Slagen ze, dan mogen ze vanaf hun 17e al autorijden. Dit mag alleen als ze rijden met een coach naast zich. Een coach moet minimaal 27 jaar oud zijn en vijf jaar in het bezit zijn van een geldig rijbewijs. Het experiment werd gestart om de verkeersveiligheid te vergroten. Ervaringen in het buitenland lieten namelijk zien dat 2toDrive werkt. Proeven in Duitsland tonen aan dat jongeren 30% minder ongevallen en 20% minder overtredingen veroorzaken en minder vaak onder invloed van drank of drugs rijden. De experimentfase liep tot 31 oktober 2017. Per 1 november 2017 is 2toDrive structureel ingevoerd.

### Categorieën
- Rijbewijs A1 en C1 is voor motorrijders en vrachtwagenchauffeurs die ten minste 18 jaar waren op het examenmoment en op een lichte motorfiets of lichte vrachtwagen dit examen afleggen en nog geen twee jaar rijervaring hebben.
- Rijbewijs A2 en C is voor motorrijders en vrachtwagenschauffeurs die ten minste 21 jaar waren op het examenmoment en op een zware motorfiets of zware vrachtwagen dit examen afleggen, of 2 jaar lang het A1 rijbewijs hebben.
- Rijbewijs AM vervangt het inmiddels afgeschafte bromfietscertificaat.
- Rijbewijs T vervangt het trekkercertificaat. Het is ingevoerd op 1 juli 2015.

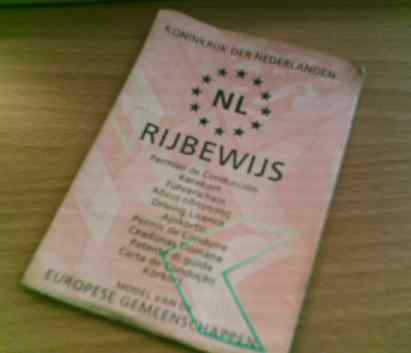
Oud papieren model van een Nederlands rijbewijs

De categorieën A2 en A overlappen elkaar; als een motor in beide valt zijn beide categorieën rijbewijs toegestaan.
Vóór 1984 werd de categorie E samen met de categorieën B, C en D bijgeschreven op het rijbewijs na het goed afleggen van het examen. Vanaf 1984 was het nodig voor E een apart praktijkexamen af te leggen. Ook kreeg men vóór 1984 bij het behalen van de categorie C automatisch de categorie D bijgeschreven.
In 1995 werd een vereiste dat een apart examen moest worden afgelegd voor het verkeerstheorie-examen.
Enkele rijbewijzen worden automatisch toegekend bij het behalen van een rijbewijs in een andere categorie:
- Bij het behalen of vernieuwen van een rijbewijs A, A1, A2 of B wordt ook AM (bromfiets) toegekend.
- Bij het vernieuwen van een rijbewijs B dat is afgegeven vóór 1 juli 2015 wordt ook T (landbouwvoertuigen) toegekend.
- Bij het behalen van een rijbewijs C wordt ook T toegekend.
- Bij het behalen van een rijbewijs CE wordt ook BE toegekend. Indien men reeds in bezit van D is wordt ook DE toegekend.
- Bij het behalen van een rijbewijs D wordt ook DE toegekend indien men reeds in bezit van CE is.
- Bij het behalen van een rijbewijs DE wordt ook BE toegekend, maar niet CE.[bron?]

Voor de categorieën C1, C1E, D1 en D1E kan men sinds 19 januari 2013 in Nederland examen doen. Iedereen met een rijbewijs in de categorie C(E) of D(E) krijgt automatisch de bijbehorende categorie, C1(E) dan wel D1(E), bijgeschreven.
Voor de categorie T kan men in Nederland sinds 1 juli 2015 examen doen.

### Slagingspercentages examens
Van alle kandidaten voor praktijkexamens van het CBR in 2011, 2012 en 2013 slaagde 41% de eerste keer. Van hen die niet in een keer slaagden, slaagde 75% de tweede keer.
Voor de in 2019 afgenomen theorie-examens gelden de volgende cijfers:
| Voertuigtype     | Afgenomen | Voldoende | % geslaagd |
| ---------------- | --------- | --------- | ---------- |
| Motor (A)        | 53.589    | 28.089    | 52,4       |
| Personenauto (B) | 566.796   | 230.557   | 40,7       |
| Bromfiets (AM)   | 65.753    | 29.174    | 44,4       |
| Totaal           | 686.138   | 287.820   | 41,9       |

### Vernieuwen rijbewijs zonder verplichte keuring
Als een keuring is vereist voor het rijbewijs, met de categorie voor A (motor) en/of B (auto), en het rijbewijs wordt vernieuwd zonder keuring, of na een keuring met negatief resultaat, dan wordt een rijbewijs met alleen categorie AM (Brommer, AM2 + AM4) afgegeven. Aan het besturen van een brommer zijn geen medische eisen gesteld. Eventueel kan men de betreffende categorie weer op een nieuw rijbewijs krijgen, na een keuring met positief resultaat.
Wie (tijdelijk) geen vrachtauto of autobus wil besturen, kan de daarvoor vereiste medische keuring achterwege laten, waarmee hij kosten bespaart. Hij krijgt dan een rijbewijs zonder C- en D-aantekening. Zijn bevoegdheid blijft echter onbeperkt geldig: hij kan op elk moment gekeurd worden en bij positief resultaat de aantekening terugkrijgen op een nieuw rijbewijs.

### eID op rijbewijs
In overeenstemming met de Wet digitale overheid (Wdo) gaat het ministerie van Infrastructuur en Waterstaat het rijbewijs voorzien van een eID. In die wet wordt geregeld dat de RDW op het rijbewijs een zogeheten publiek identificatiemiddel (eID) plaatst. Na activatie kan de burger hiermee op het hoogste betrouwbaarheidsniveau communiceren met de overheid en digitale diensten afnemen.

## België
In België werd het nationale rijbewijs ingevoerd in 1963. Daarvoor mocht iedereen die oud genoeg was een voertuig besturen. Tot en met 31 december 1968 konden personen van 21 jaar of ouder een rijbewijs afhalen zonder daarvoor examen te hoeven doen. Zo'n rijbewijs was geldig voor de categorieën A, B, C of D. Het praktijkexamen werd verplicht op 14 februari 1977.
De huidige reglementering rond het rijbewijs werd vastgelegd in het Koninklijk Besluit van 23 maart 1998.
Om een rijbewijs (voor een welbepaalde categorie) te verkrijgen is het noodzakelijk te slagen voor een theoretisch examen en voor een praktijkexamen. Bovendien moet men verklaren dat men medisch geschikt is.

### Categorieën

#### AM: bromfiets, scooter,...
- Bromfiets klasse A: maximumsnelheid van 25 km/u en maximumcilinderinhoud van 50cc. Geen rijbewijs nodig.
- Bromfiets klasse B: maximumsnelheid van 45 km/u en maximumcilinderinhoud van 50cc. Rijbewijs AM noodzakelijk.
- Lichte vierwielers; zoals sommige Quads en brommobielen
- Er bestaat geen voorlopig rijbewijs in deze categorie.
- Na het afleggen van het theoretisch examen en een praktische opleiding via een rijschool van minimum 4 uur, mag men meedoen aan het praktijkexamen.
- De minimumleeftijd is 16 jaar en het rijbewijs AM is Europees erkend.
- Bij het behalen van het rijbewijs B, verkrijgt men automatisch het rijbewijs AM.

#### A: motorfiets

##### Rijbewijs A1
- Dit rijbewijs is geldig vanaf 18 jaar voor motorfiets met maximumcilinderinhoud van 125cc of 11 kW (15 pk).

##### Rijbewijs A2
- Dit rijbewijs is geldig vanaf 20 jaar voor motorfiets met maximumvermogen van 35 kW (47 pk).

##### Rijbewijs A
- Dit rijbewijs is geldig vanaf 24 jaar voor motorfiets met vermogen dat meer is dan 35 kW (47 pk).
- Indien men reeds twee jaar in het bezit is van rijbewijs A2, mag men het rijbewijs A trachten te behalen (dus vanaf 22 jaar).

##### Algemeen
- Na het afleggen van het theoretische examen en het volgen van 12 uren praktijklessen, kan men het examen op privaat-terrein en op de openbare weg afleggen om onmiddellijk het rijbewijs te bekomen. Men kan ook 9 uren praktijklessen volgen en enkel het examen op privaat-terrein afleggen. Indien geslaagd, krijgt men een voorlopig rijbewijs.
- Daarnaast bestaat er ook een trapsgewijze opleiding om van 'rijbewijs A1' naar 'rijbewijs A2' en van 'A2' naar 'A' te stappen na het volgen van minimum 4 uur rijles in een erkende rijschool en slagen in een praktisch examen.
- Bij het overstappen van 'A1' naar 'A' is een nieuwe basisopleiding van 9 uren noodzakelijk om te mogen deelnemen aan het praktische examen.

##### Rijbewijs B code 372
Wie zijn rijbewijs categorie B heeft behaald voor 1 januari 1989 krijgt automatisch de volwaardige categorie A, met alle rechten daarbij behorend. Deze staat ook aangeduid op het rijbewijs en is overal geldig, ook in het buitenland.

Wie zijn rijbewijs categorie B heeft behaald na 1 januari 1989 maar voor 1 mei 2011, mag na twee jaar rijden met voertuigen waarvoor het rijbewijs categorie A1 nodig is. Dit recht wordt automatisch toegekend, er is dus geen code 372 nodig.

Wie zijn rijbewijs categorie B heeft behaald na 1 mei 2011, mag enkel rijden met motorvoertuigen waarvoor het rijbewijs categorie A1 nodig is, na het volgen van vier uur praktijklessen en op voorwaarde dat men twee jaar het rijbewijs B heeft. Dit wordt vermeld op het rijbewijs met de 'code 372'. Dit systeem is enkel geldig in België.

##### Rijbewijs B code 373
De houder van een rijbewijs B, afgegeven vanaf 1 mei 2013, mag daarentegen enkel een driewieler met
motor van de categorie A besturen, op voorwaarde dat hij ten minste 21 jaar oud is, de vereiste opleiding
heeft gevolgd en dat de code 373 bij de categorie B op het rijbewijs wordt vermeld. Dit systeem is enkel geldig in België.

#### B en B+E: wagen
- Om een wagen waarvan de maximale toegelaten massa (MTM) niet meer is dan 3,5 ton te mogen besturen, heeft men een rijbewijs categorie B nodig.
- Na het afleggen van het theoretische examen krijgt men een voorlopig rijbewijs. Men heeft de keuze tussen twee mogelijkheden:
  - Voorlopig rijbewijs 18 maanden: verkrijgt men na 20 uren praktijklessen; men mag vervolgens zonder begeleiding met de wagen rijden; het praktijkexamen moet binnen de 18 maanden afgelegd worden (minimum 3 maanden).
  - Voorlopig rijbewijs 36 maanden: een begeleider (reeds 8 jaar een rijbewijs) is verplicht; praktijkexamen moet binnen de 36 maanden afgelegd worden (minimum 3 maanden).
- Hoe zwaar een aanhangwagen mag zijn is afhankelijk van het rijbewijs:
  - Rijbewijs B: iedere aanhangwagen met een MTM van ten hoogste 750 kg. Indien MTM van aanhangwagen >750 kg, is het rijbewijs B voldoende als MTM van het samenstel niet boven de 3.500 kilo uitkomt. De aanhangwagen mag zwaarder zijn dan de lege auto.
  - Rijbewijs B+ (code 96): iedere aanhangwagen op voorwaarde dat de MTM van samenstel niet boven de 4.250 kg uitkomt en dat MTM van aanhangwagen niet meer bedraagt dan 3.500 kg
  - Rijbewijs BE na 1 mei 2013 gehaald: aanhangwagen of oplegger met MTM van maximaal 3,5 ton.
  - Rijbewijs BE voor 1 mei 2013 gehaald: aanhangwagen of oplegger van meer dan 3,5 ton, op voorwaarde dat de MTM van het samenstel minder is dan 12 ton.
- Code 78 (automaat)

De houder van een rijbewijs met vermelding van code 78 (te vinden in kolom 12) mag enkel voertuigen met een automatische versnellingsbak besturen. Deze code wordt vermeld indien het rijexamen afgelegd werd met een voertuig dat een automatische versnelling heeft. Om ook met voertuigen met een manuele versnellingsbak te mogen rijden —en deze code daartoe te laten schrappen— moet men opnieuw het praktisch examen afleggen met zo'n voertuig met een manuele versnellingsbak. Indien men slaagt voor een praktisch examen voor zo'n voertuig met manuele versnellingsbak, zal code 78 alleen voor die categorie opgeheven worden.
De categorie B1 bestaat niet in België. Wie een voertuig van categorie B1 wil besturen, moet een rijbewijs B behalen. B1-rijbewijzen uit andere EU-landen worden wel erkend.

#### C, C+E, C1, C1+E: vrachtwagens
- Om een vrachtwagen of trekker (MTM >3,5 ton) te mogen besturen heeft men een rijbewijs categorie C nodig. Het reeds bezitten van categorie B is noodzakelijk.
- Na het afleggen van het theoretische examen, moet de kandidaat een medisch onderzoek ondergaan. De scholing gebeurt via een rijschool (8 uren) waarna onmiddellijk het praktijkexamen afgelegd kan worden. Men kan ook kiezen voor vrije begeleiding: gedurende maximaal 12 maanden kan men met een begeleider vrij met een vrachtwagen rijden.
- De kandidaat die nog geen 21 jaar is, geen 'bewijs van vakbekwaamheid' heeft maar wél geslaagd is voor categorie C, krijgt enkel een rijbewijs categorie C1. Zodra de kandidaat 21 jaar is, wordt dit automatisch omgewisseld naar categorie C zonder bijkomend examen.
- De kandidaat die een C+E-rijbewijs behaalt, krijgt ook categorie G toegekend.
- De kandidaat die een C+E-rijbewijs behaalt, en een rijbewijs D heeft of behaalt, krijgt ook categorie D+E toegekend.

#### D, D+E, D1, D1+E: bussen
- Om een voertuig te mogen besturen met meer dan 8 zitplaatsen (exclusief chauffeur), heeft men een rijbewijs categorie D nodig. Het reeds bezitten van categorie B is noodzakelijk.
- Na het afleggen van het theoretische examen, moet de kandidaat een medisch onderzoek ondergaan. De scholing gebeurt via een rijschool (8 uren) waarna onmiddellijk het praktijkexamen kan afgelegd worden. Men kan ook kiezen voor vrije begeleiding: gedurende maximaal 12 maanden kan men met een begeleider vrij met een bus rijden. Vervoer in commercieel verband is niet toegestaan.
- De kandidaat van minder dan 21 jaar kan de examens afleggen voor de categorie D1 maar kan slechts deze categorie behalen vanaf de leeftijd van 21 jaar (met uitzondering van het getuigschrift van vakbekwaamheid)

#### G: landbouwvoertuigen
- Om een landbouwvoertuig te mogen besturen heeft men een rijbewijs categorie G nodig. De bestuurders geboren voor 1 oktober 1982 zijn vrijgesteld: zij hebben geen rijbewijs nodig om zulke voertuigen te mogen besturen.
- Na het afleggen van het theoretische examen, kan de kandidaat onmiddellijk het praktijkexamen afleggen. Een scholing is niet verplicht, maar er mag enkel geoefend worden op privéterrein.
- Chauffeurs met rijbewijs B, C1 of C zijn vrijgesteld van rijbewijs G, maar mogen slechts die toestellen besturen waarvan de MTM zich bevindt binnen het gebied waarvoor hun rijbewijs B, C1 of C van toepassing is.

### Geldigheid
| Categorie rijbewijs | Met welk voertuig mag men rijden | Met welk voertuig mag men rijden | Met welk voertuig mag men rijden | Met welk voertuig mag men rijden | Met welk voertuig mag men rijden | Met welk voertuig mag men rijden | Met welk voertuig mag men rijden | Met welk voertuig mag men rijden | Met welk voertuig mag men rijden | Met welk voertuig mag men rijden | Met welk voertuig mag men rijden | Met welk voertuig mag men rijden | Met welk voertuig mag men rijden | Met welk voertuig mag men rijden | Met welk voertuig mag men rijden | Minimumleeftijd                                |
|                     | AM                               | A1                               | A2                               | A                                | B                                | B+E                              | C1                               | C1+E                             | C                                | C+E                              | D1                               | D1+E                             | D                                | D+E                              | G                                |                                                |
| ------------------- | -------------------------------- | -------------------------------- | -------------------------------- | -------------------------------- | -------------------------------- | -------------------------------- | -------------------------------- | -------------------------------- | -------------------------------- | -------------------------------- | -------------------------------- | -------------------------------- | -------------------------------- | -------------------------------- | -------------------------------- | ---------------------------------------------- |
| AM                  |                                  |                                  |                                  |                                  |                                  |                                  |                                  |                                  |                                  |                                  |                                  |                                  |                                  |                                  |                                  | 16 jaar (18 jaar met passagier)                |
| A1                  |                                  |                                  |                                  |                                  |                                  |                                  |                                  |                                  |                                  |                                  |                                  |                                  |                                  |                                  |                                  | 18 jaar                                        |
| A2                  |                                  |                                  |                                  |                                  |                                  |                                  |                                  |                                  |                                  |                                  |                                  |                                  |                                  |                                  |                                  | 20 jaar                                        |
| A                   |                                  |                                  |                                  |                                  |                                  |                                  |                                  |                                  |                                  |                                  |                                  |                                  |                                  |                                  |                                  | 24 jaar (22 jaar wanneer 2 jaar houder van A2) |
| B                   |                                  |                                  |                                  |                                  |                                  |                                  |                                  |                                  |                                  |                                  |                                  |                                  |                                  |                                  |                                  | 18 jaar                                        |
| B+E                 |                                  |                                  |                                  |                                  |                                  |                                  |                                  |                                  |                                  |                                  |                                  |                                  |                                  |                                  |                                  | 18 jaar                                        |
| C1                  |                                  |                                  |                                  |                                  |                                  |                                  |                                  |                                  |                                  |                                  |                                  |                                  |                                  |                                  |                                  | 18 jaar                                        |
| C1+E                |                                  |                                  |                                  |                                  |                                  |                                  |                                  |                                  |                                  |                                  |                                  |                                  |                                  |                                  |                                  | 18 jaar                                        |
| C                   |                                  |                                  |                                  |                                  |                                  |                                  |                                  |                                  |                                  |                                  |                                  |                                  |                                  |                                  |                                  | 21 jaar                                        |
| C+E                 |                                  |                                  |                                  |                                  |                                  |                                  |                                  |                                  |                                  |                                  |                                  |                                  |                                  |                                  |                                  | 21 jaar                                        |
| D1                  |                                  |                                  |                                  |                                  |                                  |                                  |                                  |                                  |                                  |                                  |                                  |                                  |                                  |                                  |                                  | 21 jaar                                        |
| D1+E                |                                  |                                  |                                  |                                  |                                  |                                  |                                  |                                  |                                  |                                  |                                  |                                  |                                  |                                  |                                  | 21 jaar                                        |
| D                   |                                  |                                  |                                  |                                  |                                  |                                  |                                  |                                  |                                  |                                  |                                  |                                  |                                  |                                  |                                  | 24 jaar                                        |
| D+E                 |                                  |                                  |                                  |                                  |                                  |                                  |                                  |                                  |                                  |                                  |                                  |                                  |                                  |                                  |                                  | 24 jaar                                        |
| G                   |                                  |                                  |                                  |                                  |                                  |                                  |                                  |                                  |                                  |                                  |                                  |                                  |                                  |                                  |                                  | 16 jaar (tot 20 ton) 18 jaar (onbeperkt)       |

Wie zowel D als CE heeft, krijgt ook DE. Om met alle categorieën te kunnen rijden moet men dus vijf rijbewijzen behalen: A, B, C, D en CE.

### Examens

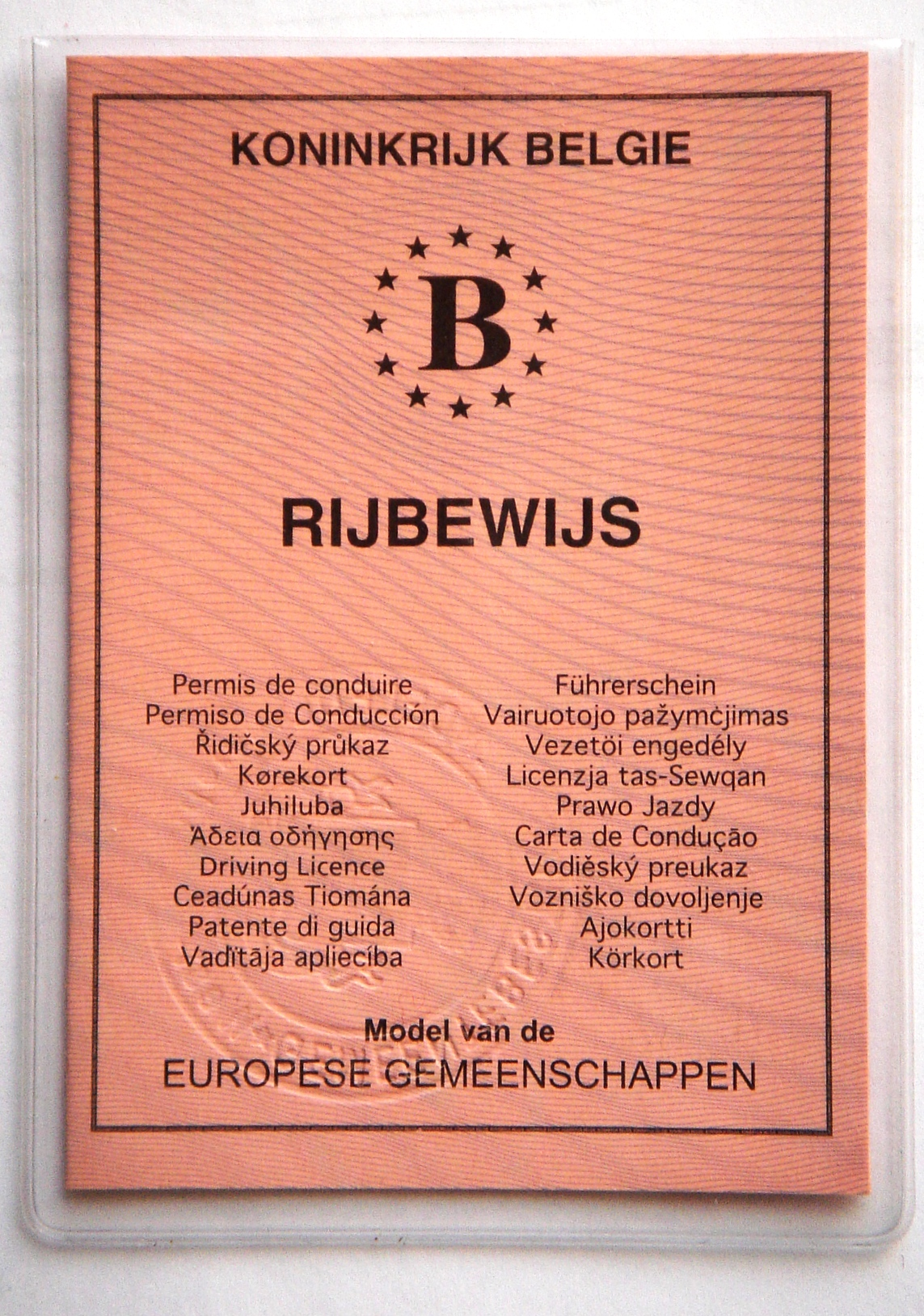
Een Belgisch rijbewijs

Het theoretische examen wordt afgelegd in een van de examencentra georganiseerd door GOCA. Het theorie-examen test de kandidaat over zijn kennis van het verkeersreglement, het defensief rijden, het milieuvriendelijk rijden, EHBO en de basis van automobieltechniek. Het examen verloopt op een computer aan de hand van meerkeuze-vragen.
De kandidaten leggen het praktische examen af in het examencentrum bevoegd voor de gemeente van hun normale verblijf of voor de gemeente waarin de zetel van de rijschool waar de lessen werden gevolgd, gevestigd is. Hierop zijn een aantal uitzonderingen. Voor elk examen zijn welbepaalde tarieven van toepassing.

#### Categorie B: enkele cijfers
De volgende cijfers geven het aantal afgelegde examens weer, niet het aantal kandidaten. Een kandidaat kan namelijk meerdere keren een examen afleggen.
Tot 1 december 2006 moesten de manoeuvres voor het praktijkexamen eerst op privaat terrein worden afgelegd alvorens het praktijkexamen op de openbare weg mocht. Sinds deze datum wordt het praktijkexamen B volledig afgenomen op de openbare weg.
|                 | Theorie-examens | Theorie-examens    |                    | Praktijkexamens | Praktijkexamens | Praktijkexamens | Praktijkexamens | Praktijkexamens |
| Aantal afgelegd | Slaagpercentage | Op de openbare weg | Op de openbare weg |                 | Op privéterrein | Op privéterrein |                 |                 |
| Aantal afgelegd | Slaagpercentage | Aantal afgelegd    | Slaagpercentage    | Aantal afgelegd | Slaagpercentage |                 |                 |                 |
| --------------- | --------------- | ------------------ | ------------------ | --------------- | --------------- | --------------- | --------------- | --------------- |
| 2003            | 224.710         | 55,66              |                    | 188.083         | 59,90           |                 | 163.345         | 70,31           |
| 2004            | 246.002         | 51,0               | 190.431            | 60,14           | 164.318         | 70,66           |                 |                 |
| 2005            | 285.021         | 47,42              | 186.211            | 60,75           | 163.804         | 70,08           |                 |                 |
| 2006            | 290.321         | 49,12              | 207.130            | 65,20           | 175.996         | 74,81           |                 |                 |
| 2007            | 303.733         | 48,28              | 166.264            | 51,36           |                 |                 |                 |                 |
| 2008            | 298.797         | 46,43              | 194.404            | 54,84           |                 |                 |                 |                 |
| 2009            | 300.017         | 47,43              | 205.342            | 56,18           |                 |                 |                 |                 |
| 2010            | 302.719         | 46,82              | 240.167            | 55,24           |                 |                 |                 |                 |
| 2011            | 315.070         | 46,16              | 241.176            | 54,60           |                 |                 |                 |                 |
| 2012            | 339.993         | 47,64              | 239.660            | 54,06           |                 |                 |                 |                 |
| 2013            | 338.847         | 45,59              | 237.057            | 54,17           |                 |                 |                 |                 |
| 2014            | 273.131         | 52,39              | 239.104            | 53,36           |                 |                 |                 |                 |

Bron: Jaarverslag GOCA

### Model
Oorspronkelijk zou vanaf 7 juli 2010 in België overgestapt worden naar een rijbewijs op bankkaartformaat. De papieren rijbewijsmodellen zouden nog afgeleverd worden tot eind 2012. Uiteindelijk is door vertragingen met de aanbesteding, het nieuwe model pas in april 2013 geïntroduceerd. Het model kost, afhankelijk van de gemeente, ongeveer 25 euro. Papieren modellen zijn geldig tot en met 2033.

### Bevoegdheden
Bij de zesde staatshervorming werden de bevoegdheden in verband met het rijbewijs opgesplitst. Zo blijft het rijbewijs zelf en de vereisten om het te verkrijgen een federale bevoegdheid, maar staan de gewesten sedert 1 juli 2014 in voor de rij-opleiding en de erkenning van rijscholen en examencentra. Ook mogen Belgen hun rijbewijs halen in het gewest van hun keuze (principe van de wederzijdse erkenning).

### Rijbewijs met punten
Er zijn in België al sinds 1988 voorstellen om een rijbewijs met punten in te voeren. Anno 2024 is er hiervoor echter nog geen akkoord binnen de coalitie.

## Rijbewijsslot
Een uitbreiding van het alcoholslot tot een “rijbewijsslot” zou volgens sommige verkeersdeskundigen een effectief middel kunnen zijn tegen verkeersrecidive. Het starten van de wagen wordt dan belet als de aanbieder geen geldig (digitaal) rijbewijs inbrengt.